# Tita
Milton Queiroz da Paixão, známý jako Tita (* 1. dubna 1958, Rio de Janeiro), je bývalý brazilský fotbalista a trenér.
Hrál jako záložník či útočník. Byl na MS 1990.

## Hráčská kariéra
Tita hrál jako záložník či útočník za Flamengo, Grêmio, Internacional, Vasco da Gama, Leverkusen, Pescaru, Club León, Club Puebla a Comunicaciones FC. S Flamengem i Grêmiem vyhrál Pohár osvoboditelů. S Leverkusenem vyhrál Pohár UEFA.
Za Brazílii hrál 31 zápasů a dal 6 gólů. Byl na MS 1990, ale v žádném utkání nenastoupil.

## Trenérská kariéra
Trénoval Vasco da Gama, Americano, Urawa Red Diamonds, El Paso Patriots, América (RJ), Bangu,
Caxias, Remo, CFZ do Rio, Resende, Tupi, Macaé, América de Natal, Volta Redonda, León a Club Necaxa.

## Úspěchy

### Hráč
Flamengo
- Campeonato Carioca: 1978, 1979 extra, 1979, 1981
- Campeonato Brasileiro Série A: 1980, 1982
- Copa Libertadores: 1981
- Interkontinentální pohár: 1981

Grêmio
- Copa Libertadores: 1983

Vasco da Gama
- Campeonato Carioca: 1987
- Campeonato Brasileiro Série A: 1989

Bayer Leverkusen
- Pohár UEFA: 1987-88

Club León
- Liga MX: 1991–92

Comunicaciones
- Guatemalská liga: 1997

Brazílie
- Copa América: 1989